# Red Cashion
Mason L. „Red“ Cashion (* 10. November 1931 in College Station, Texas; † 10. Februar 2019) war ein US-amerikanischer Schiedsrichter im American Football, der von der Saison 1972 bis 1996 in der NFL tätig war. Er war Schiedsrichter der Super Bowls XX und XXX. Er trug die Uniform mit der Nummer 43, außer in den Spielzeiten zwischen 1979 und 1981, in denen er die Nummer 8 zugewiesen bekam.

## Karriere

### College Football
Vor dem Einstieg in die NFL arbeitete er als Schiedsrichter im College Football in der Southland Conference, und Lone Star Conference und Southwest Conference.

### National Football League
Cashion begann im Jahr 1972 seine NFL-Laufbahn als Line Judge. Nachdem Schiedsrichter Norm Schachter seinen Rücktritt bekannt gegeben hatte und die NFL zur Saison 1976 um die Teams Seattle Seahawks und Tampa Bay Buccaneers erweitert worden war, wurde er zum Hauptschiedsrichter ernannt.
Er leitete die Super Bowls XX im Jahr 1986 und XXX im Jahr 1996.
Cashion wurde im Jahr 2011 mit dem NFLRA Honoree Award und im Jahr 2015 mit dem Art McNally Award ausgezeichnet.

## Trivia
Cashion war bei NFL-Spielern, -Trainern und -Fans für seinen charakteristischen First-Down-Call bekannt, in dem er begeistert „First dowwwwwn!“ rief.
In mehreren Versionen des Madden-NFL-Videospiels verlieh er den Schiedsrichtern seine Stimme.